# John Motz

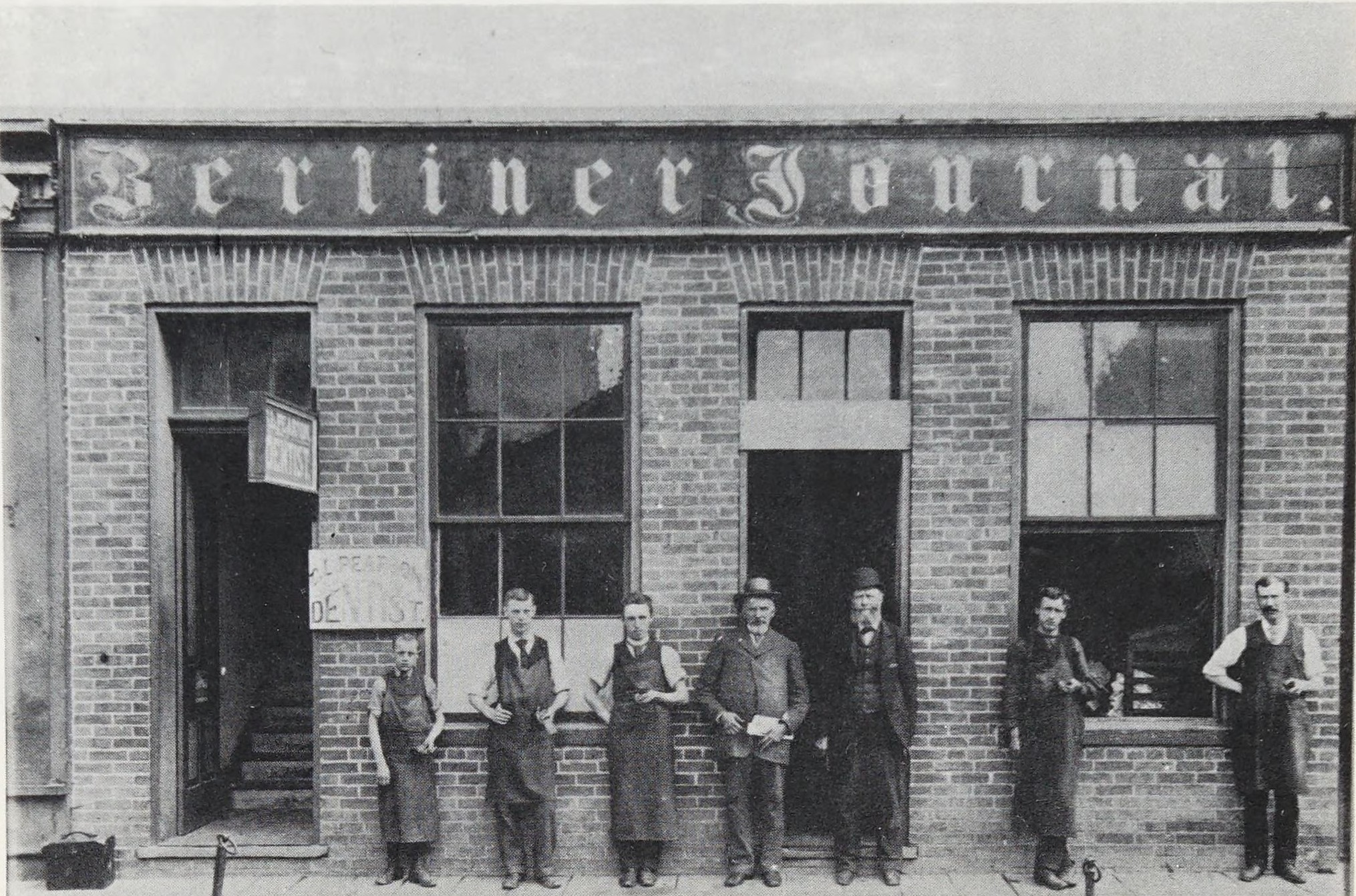
Berliner Journal, 1888 (in der Bildmitte vermutlich die Verleger Rittinger und Motz)

Johann (John) Motz (* 5. Juni 1830 in Diedorf (Eichsfeld); † 29. Oktober 1911 in Kitchener (Ontario), Kanada) war ein deutschstämmiger kanadischer Kommunalpolitiker und Herausgeber des Berliner Journal.
John Motz, der einer Eichsfelder Bauernfamilie entstammte, wanderte 1848 von Diedorf nach Kanada aus und gründete 1859 in Berlin (Ontario) mit Friedrich Rittinger das Verlagshaus „Rittinger & Motz“. Die Firma publizierte und druckte eine Reihe von Zeitungen, beginnend mit dem wöchentlich erscheinenden Berliner Journal. Es erschien von 1859 bis 1899 und galt als führende deutschsprachige Zeitung in Kanada. 1899 zog sich John Motz aus Altersgründen aus dem Verlagsgeschäft zurück, seine Position übernahm sein Sohn Moritz.
1870 wurde er erstmals in das Berlin Town Council gewählt und in den Jahren 1880–1881 war er Bürgermeister seiner Gemeinde. 1890 wurde John Motz zum Sheriff des Waterloo County bestellt, ein Amt, welches er bis zu seinem Tode 1911 ausübte.